# Гігіея
Гігіе́я, Гігея, Гігієя (грец. Υγιεία) — богиня здоров'я, дочка Асклепія й Епіони (варіант: дружина Асклепія, від якого народила кількох дітей). За часів Піндара Гігіею шанували поряд з Асклепієм (5 — 4 ст. до н. е.). У грецькому мистецтві її зображували, як правило, разом з Асклепієм у вигляді молодої, вродливої  дівчини з квітучим здоров'ям, що тримає в руках чашу, з якої годує змію (емблема медицини).

Келих Гігеї — символ фармації

Культ Гігіеї існував в Оропі, статуя в Мегарах. Їй присвячено LXVIII орфічний гімн.
Слово «Hugieia» (ύγιεία: здоров'я) використовувалося як привітання у піфагорійців
З ім'ям богині пов'язують походження слова «гігієна».
На честь богині названо астероїд 10 Гігея.

## Брати Гігіеї
- Махаон — знаменитий лікар у давньогрецькій міфології[2]
- Подалірій — знаменитий лікар у давньогрецькій міфології[2]
- Телесфор[3] — бог видужання

## Сестри Гігіеї
- Акесо[2] — богиня видужання
- Аглая (Аглея, Егла)[2][3] — богиня доброго здоров'я. Таке саме ім'я мають кілька інших міфологічних персонажів.
- Панацея — всецілителька[2]
- Медітріна[3] — богиня здоров'я, довголіття і вина
- Іасо — богиня лікування[3]